# Raffinage

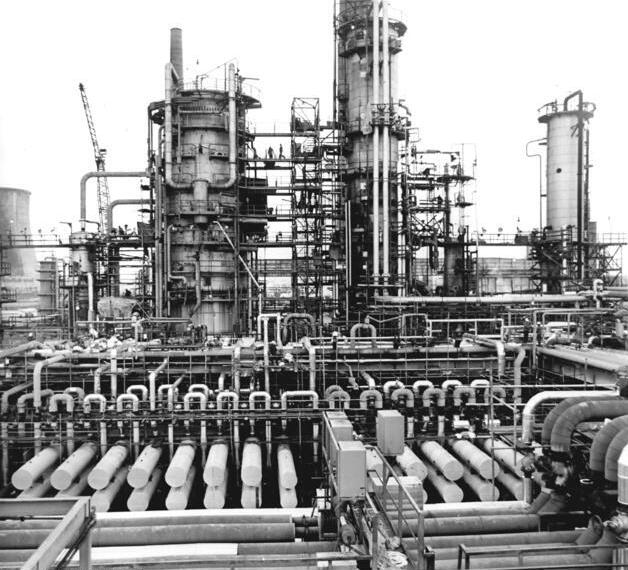
Raffinaderij voor aardolie

Raffinage is het industrieel zuiveren van een chemische stof, door middel van destillatie (met een fractioneerkolom), extractie of een ander proces.
Stoffen waarbij raffinage wordt toegepast zijn:
- aardolie (zie Aardolieraffinage)
- sacharose (suiker)
- metalen
- plantaardige olie
- cacaoboter